# Зорянська сільська рада (Царичанський район)
| Зорянська сільська рада — адміністративно-територіальна одиниця Царичанського району Дніпропетровської області. Адміністративний центр — село Могилів. Створена рішенням Дніпропетровської обласної ради № 18-2/XXII від 14 жовтня 1994 року. Сільській раді були підпорядковані населені пункти: - с. Могилів - с. Проточі |

## Склад ради
Рада складалася з 16 депутатів та голови.

## Керівний склад сільської ради
| ПІБ                         | Основні відомості                                                         | Дата обрання | Дата звільнення |
| --------------------------- | ------------------------------------------------------------------------- | ------------ | --------------- |
| Кисличний Василь Сергійович | Сільський голова, 1941 року народження, освіта, безпартійний              | 26.03.2006   | 31.10.2010      |
| Кисличний Василь Сергійович | Сільський голова, 1941 року народження, освіта вища, член Партії регіонів | 31.10.2010   |                 |

Примітка: таблиця складена за даними джерела

## Територія
Територія ради розташована на півдні району вздовж лівого берега річки Орелі і займає площу 68,10 км², з яких під забудовою 2,72 км², ріллі — 46,462 км², пасовищ — 7,136 км², ліс — 6,34 км², заказники, заповідники, рекреаційні зони — 0,038 км².

## Історія
Дніпропетровська обласна рада рішеннями від 21 червня 2013 року в Царичанському районі встановила межі Зорянської і Могилівської сільрад, відповідно до яких центр цих сільрад село Могилів розмежовано на дві частини згідно із затвердженим переліком вулиць і провулків. Одну з них (південну) включено в межі Зорянської, а другу — в межі Могилівської сільрад.

## Населення
Населення — 1 460 осіб (станом на 2013 рік).

## Соціальна сфера
На території сільради знаходяться такі об'єкти соціальної сфери:
- Могилівська ЗОШ I–II ступенів;
- Могилівський ДНЗ-2 «Дзвіночок»;
- Зорянський фельдшерсько-акушерський пункт;
- Проточанський фельдшерсько-акушерський пункт;
- Могилівська бібліотека-філіал № 15;
- Зорянський сільський будинок культури.